# Gymnosiphon longistylus
Gymnosiphon longistylus är en enhjärtbladig växtart som först beskrevs av George Bentham, och fick sitt nu gällande namn av John Hutchinson. Gymnosiphon longistylus ingår i släktet Gymnosiphon och familjen Burmanniaceae. Inga underarter finns listade i Catalogue of Life.

## Bildgalleri

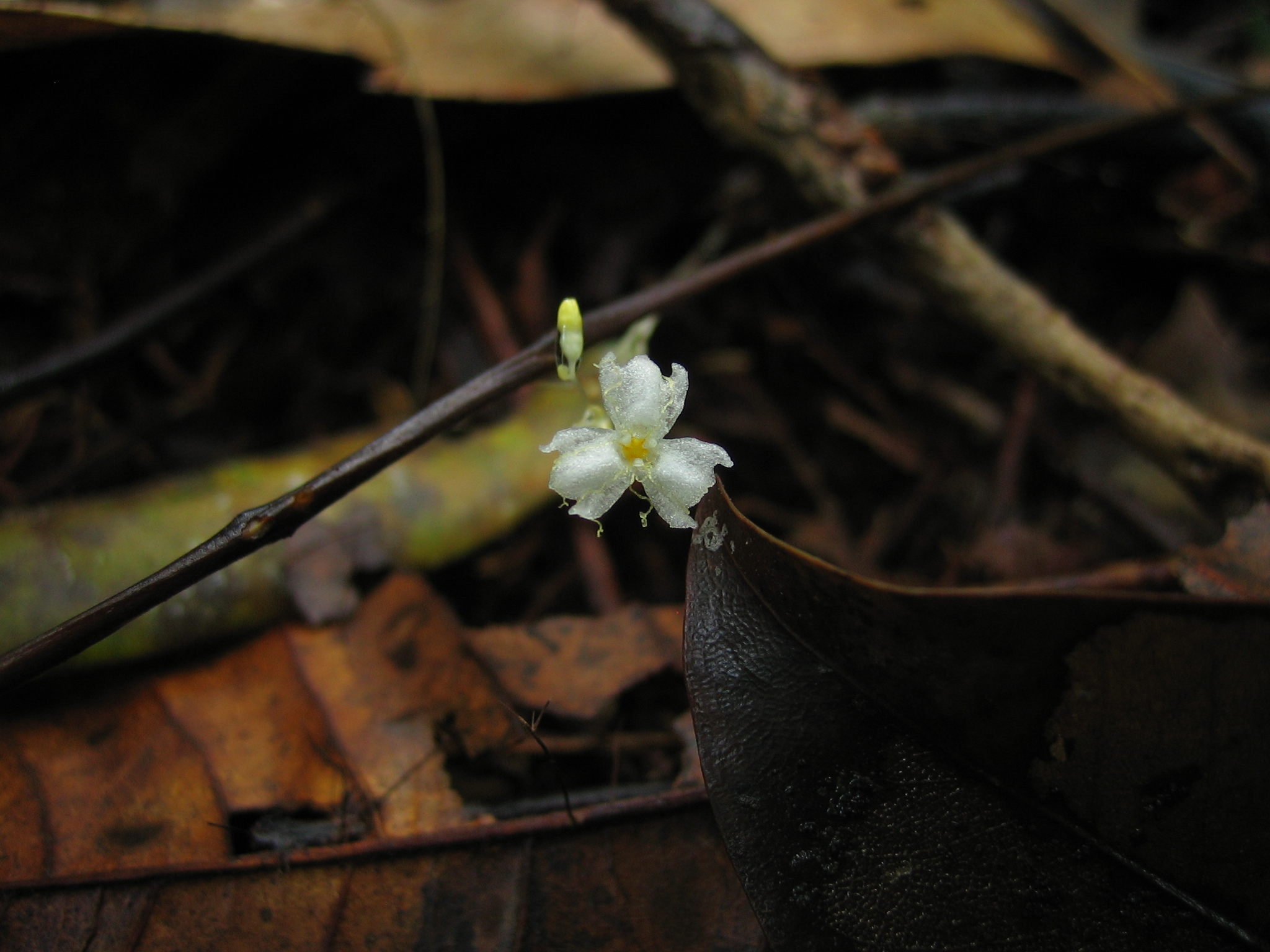
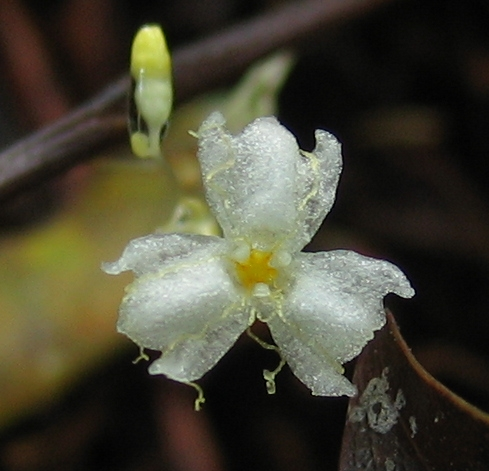